# 25th Anniversary Box Set
25th Anniversary Box Set è un box set della band progressive rock inglese Jethro Tull, pubblicato nel 1993.

## Il disco
Per celebrare il venticinquesimo anniversario della nascita dei Jethro Tull, la Chrysalis Records pubblicò in edizione limitata 25th Anniversary Box Set, conosciuta anche come Cigar Box vista la somiglianza del cofanetto ad una scatola di sigari.
Questa collezione è una raccolta di rarità da Studio e Live composta da 4 dischi:
- Remixed, Classic Songs: remix dei classici della band. (77:06)
- Carnegie Hall, N.Y., Recorded Live New York City 1970: registrazione dal vivo fatta al Carnegie Hall di New York nel 1970. (60:29)
- The Beacons Bottom, Tapes: nuove registrazioni in studio di vecchie canzoni, eseguite dalla formazione del 1993. (71:07)
- Pot Pourri, Live Across the World & Through the Years: registrazioni dal vivo (1969 - 1992). (77:43)

Nello stesso anno furono pubblicati altri due album per celebrare il venticinquesimo anniversario: The Best of Jethro Tull: The Anniversary Collection e Nightcap.
Tuttavia il 26 aprile 1993, in una trasmissione radio da New York, Ian Anderson disse "Noi non stiamo celebrando niente... EMI e Chrysalis records, d'altra parte, celebreranno qualsiasi cosa che possono vendere."

## Formazione

### Disco 1 - Remixed
- Ian Anderson - voce, flauti, pianoforte, mandolino, armonica, claghorn (tutte le tracce)
- Mick Abrahams - chitarra, chitarra a 9 corde, voce (tracce 1, 2)
- Clive Bunker - batteria, hooter and charm bracelet (tracce 1 - 7)
- Glenn Cornick - basso (tracce 1 - 5, 7)
- Martin Barre - chitarra, marimba (tracce 3 - 16)
- Barriemore Barlow - batteria, percussioni (tracce 8 - 14)
- Jeffrey Hammond - basso (tracce 6, 8 - 11)
- John Glascock - basso, voce (tracce 12 - 14)
- John Evan - pianoforte (tracce 4, 7 - 14)
- Mark Craney - batteria (traccia 15)
- Gerry Conway - batteria, percussioni (traccia 16)
- Peter-John Vettese - pianoforte, sintetizzatore (traccia 16)
- Dave Pegg - basso, mandolino, voce (tracce 15 - 16)
- David Palmer - tastiere, direttore d'orchestra (tracce 13 - 14)

### Disco 2 - Carnegie Hall, N.Y.
- Ian Anderson - voce, flauti, pianoforte, mandolino, armonica, claghorn (tutte le tracce)
- Clive Bunker - batteria, hooter and charm bracelet (tutte le tracce)
- Glenn Cornick - basso (tutte le tracce)
- Martin Barre - chitarra elettrica, marimba (tutte le tracce)
- John Evans - pianoforte (tutte le tracce)

### Disco 3 - The Beacons Bottom
- Ian Anderson - flauti, armonica, mandolino, (tracce 1 - 7, 9, 11 - 14)
- Martin Barre - chitarra elettrica, marimba (tracce 2, 6 - 7, 9 - 14)
- Dave Pegg - basso, mandolino, voce ((tracce 2, 6 - 9, 11 - 14)
- Andy Giddings - tastiere ((tracce 2, 5 - 7, 9, 11 - 14)
- Doane Perry - batteria ((tracce 2, 6 - 7, 9, 11 - 14)

### Disco 4 - Pot Pourri
- Ian Anderson - voce, flauti, armonica, piano, mandolino, claghorn (tutte le tracce)
- Martin Barre - chitarra elettrica, marimba (tutte le tracce)
- Clive Bunker - batteria, hooter and charm bracelet (tracce 1 - 2)
- Glenn Cornick - basso (tracce 1 - 2)
- Barriemore Barlow - batteria, percussioni (tracce 3 - 4)
- John Evans - pianoforte (tracce 3 - 4)
- Jeffrey Hammond - basso (traccia 3)
- John Glascock - basso, voce (traccia 4)
- David Palmer - tastiere, direttore d'orchestra (traccia 4)
- Dave Pegg - basso, mandolino, voce(tracce 6 - 15)
- Gerry Conway - batteria, percussioni (traccia 5)
- Peter-John Vettese - pianoforte, sintetizzatore (tracce 6 - 7)
- Doane Perry - batteria (tracce 6 - 11)
- Martin Allcock - mandolino, tastiere (8 - 11)
- Dave Mattacks - batteria (12 - 15)
- Andy Giddings - tastiere (12 - 15)

## Tracce

### Remixed
1. My Sunday Feeling - 3:42
2. A Song For Jeffrey - 3:22
3. Living In The Past - 3:25
4. Teacher - 4:09
5. Sweet Dream - 3:59
6. Cross-Eyed Mary - 4:09
7. The Witch's Promise - 3:51
8. Life Is A Long Song - 3:18
9. Bungle In The Jungle - 3:40
10. Minstrel In The Gallery - 8:13
11. Cold Wind To Valhalla - 4:14
12. Too Old To Rock 'N' Roll: Too Young To Die - 5:30
13. Songs From The Wood - 4:54
14. Heavy Horses - 9:04
15. Black Sunday - 6:42
16. Broadsword - 4:54

### Carnegie Hall, N.Y.
1. Nothing Is Easy - 6:06
2. My God - 11:11
3. With You There To Help Me - 6:46
4. A Song For Jeffrey - 5:46
5. To Cry You A Song - 7:59
6. Sossity, You're A Woman - 2:16
7. Reasons For Waiting - 3:55
8. We Used to Know - 3:18
9. Guitar Solo - 8:24
10. For A Thousand Mothers - 4:48

### The Beacons Bottom
1. So Much Trouble (studio all'interno dell'abitazione di Ian Anderson, 1992) - 2:30
2. My Sunday Feeling (Beacons Bottom - Buckinghamshire, novembre 1992) - 3:56
3. Some Day The Sun Won't Shine For You (studio all'interno dell'abitazione di Ian Anderson, 1992) - 2:02
4. Living In The Past (studio all'interno dell'abitazione di Ian Anderson, 1992) - 3:26
5. Bourée (studio all'interno dell'abitazione di Ian Anderson, 1992) - 3:32
6. With You There To Help Me (Beacons Bottom - Buckinghamshire, novembre 1992) - 6:13
7. Thick As A Brick (Beacons Bottom - Buckinghamshire, novembre 1992) - 9:01
8. Cheerio (Beacons Bottom - Buckinghamshire, novembre 1992) - 3:58
9. A New Day Yesterday (Beacons Bottom - Buckinghamshire, novembre 1992) - 8:01
10. Protect And Survive (Presshouse Studio, dicembre 1992) - 3:06
11. Jack-A-Lynn (Beacons Bottom - Buckinghamshire, novembre 1992) - 4:57
12. The Whistler (Beacons Bottom - Buckinghamshire, novembre 1992) - 2:52
13. My God (Beacons Bottom - Buckinghamshire, novembre 1992) - 10:02
14. Aqualung (Beacons Bottom - Buckinghamshire, novembre 1992) - 7:31

### Pot Pourri
1. To Be Sad Is A Mad Way To Be (Stoccolma, 19 gennaio 1969) - 3:57
2. Back To The Family (Stoccolma, 19 gennaio 1969) - 3:36
3. Passion Play Extract (Parigi, 5 luglio 1975) - 3:20
4. Wind-Up/Locomotive Breath/Land Of Hope And Glory-Medley (Londra, febbraio 1977) - 11:48
5. Seal Driver (Amburgo, aprile 1982) - 5:38
6. Nobody's Car (Londra, settembre 1984) - 5:02
7. Pussy Willow (Londra, settembre 1984) - 4:59
8. Budapest (Leysin, 10 giugno 1991) - 10:52
9. Nothing Is Easy (Leysin, 10 giugno 1991) - 5:18
10. Kissing Willie (Tallinn, 20 giugno 1991) - 3:40
11. Still Loving You Tonight (Londra, ottobre 1991) - 5:03
12. Beggar's Farm (Pullman - Washington, ottobre 1992) - 5:21
13. Passion Jig (Chicago - Illinois, ottobre 1992) - 2:01
14. A Song For Jeffrey (Chicago - Illinois, ottobre 1992) - 3:26
15. Living In The Past (Montréal, 9 novembre 1992) - 3:42